# Bart Oegema
Bart Oegema (Amsterdam, 23 februari 1983 - Amsterdam, 11 januari 2011) was een Nederlands wielrenner. Oegema reed voornamelijk voor kleine Nederlandse ploegen. Toen er interesse kwam van een professionele ploeg brak hij zijn arm en wist hij zijn oude niveau niet meer te halen.
Op 11 januari 2011 pleegde Oegema zelfmoord.

## Belangrijkste overwinningen
2006
- 3e etappe Ronde van Martinique

2007
- 1e etappe Circuit des Ardennes